# رومن الکساندروف
رومن الکساندروف (بلغاری: Румен Александров؛ زادهٔ ۲۶ ژوئن ۱۹۶۰) وزنه‌بردار اهل بلغارستان بود.
وی در مسابقات کشوری و بین‌المللی در مجموع برندهٔ ۱ مدال نقره شده‌است.